# 고범수
고범수(1980년 4월 16일 ~ )는 대한민국의 축구 선수이며 포지션은 수비수이다.